# Émile Jamar
Pour les articles homonymes, voir Jamar.
Émile Jamar, né à Ans-et-Glain le 21 octobre 1804 et mort à Liège le 17 juin 1896, est un homme politique belge.

## Fonctions et mandats
- Échevin d'Ans-et-Glain : 1859-1860
- Conseiller provincial de Liège : 1857-1873
- Membre de la Chambre des représentants de Belgique : 1873-1882

## Sources
- Julienne LAUREYSSENS, Industriële naamloze vennootschappen in België, 1819-1857, Leuven/Parijs, 1975
- Jean-Luc DE PAEPE & Christiane RAINDORF-GERARD, Het Belgisch Parlement, 1831-1894, Brussel, 1996.